# Love Magnusson
Jenz Robert Love Magnusson, även känd under pseudonymen Rob Love, född 30 november 1985 i Västerås, är en svensk gitarrist och låtskrivare.
Magnusson är en av två gitarrister i det Stockholmsbaserade rockbandet Dynazty. Han är även tillsammans med sångaren Nils Molin och trummisen Georg Härnsten Egg, en av de tre originalmedlemmarna i bandet, som har varit med sedan det bildades år 2008. Efter gymnasiet, och innan han var med och bildade Dynazty, spelade han i ett band vid namn Zan Clan tillsammans med några av medlemmarna från Shotgun Messiah.
Magnusson är även medlem i gruppen Crowne, tillsammans med bland andra Christian "Kicken" Lundqvist (The Poodles) och John Levén (Europe). Magnusson har även varit verksam som musiklärare.